# Micropterix kardamylensis
Micropterix kardamylensis is een vlinder uit de familie  van de oermotten (Micropterigidae). De wetenschappelijke naam van de soort is voor het eerst geldig gepubliceerd door Hans Rebel in 1903.

## Verspreiding en leefgebied
De soort komt voor in Europa.